# Lampadopteryx scintillans
Lampadopteryx scintillans är en fjärilsart som beskrevs av W. Warren 1897. Lampadopteryx scintillans ingår i släktet Lampadopteryx och familjen mätare. Inga underarter finns listade i Catalogue of Life.